# رونیمی ۱۵۱۸
سیارک ۱۵۱۸ (به انگلیسی: 1518 Rovaniemi، نامگذاری:1938UA) هزار و پانصد و هجدهمین سیارک کشف شده‌است که در ۱۵ اکتبر ۱۹۳۸ کشف شد.
قدر مطلق سیارک برابر ۱۲٫۳۰ است.